# 明珠大道站
明珠大道站是贵阳轨道交通3号线的地铁车站，位于中华人民共和国贵州省贵阳市花溪区清溪路与明珠大道交叉口，于2023年12月16日开通。

## 车站结构
明珠大道站沿清溪路南北向设置，为地下二层岛式站台车站，车站长204米，标准段宽19.9米，车站地下一层为站厅层，地下二层为站台层。
| 地面              | 出入口 | A、B、C、D出入口 |
| 地下一层          | 站厅   | 客服中心、自动售票机、验票机                                                                                          |
| 地下二层          | 站台   | \| \| \| █ 3号线往洛湾（学士路） \| \| 島式 · 開左邊车门 \| \| \| \| \| \| █ 3号线往桐木岭（省委党校）（花溪南站） \| |
|                   |        | █ 3号线往洛湾（学士路）                                                                                               |
| 島式 · 開左邊车门 |        | |
|                   |        | █ 3号线往桐木岭（省委党校）（花溪南站）                                                                               |

## 车站出口
明珠大道站共有4个出入口，各出口及周围设施如下所示：
| 编号                | 出入口信息                                       | 照片 | 无障碍设施 |
| ------------------- | ------------------------------------------------ | ---- | ---------- |
| A · 出口            | 清溪路，贵阳市花溪区阳光小学                     |      | 不適用     |
| B · 出口 · （设有） | 清溪路                                           |      |            |
| C · 出口            | 清溪路，明珠大道，花溪区政府，花溪区档案局       |      | 不適用     |
| D · 出口 · （设有） | 清溪路，明珠大道，花溪区阳光派出所，花溪区气象局 |      |            |
| 图例： 设有         |                                                  |      |            |

## 接驳交通

### 公交车
- 轨道明珠大道站：248路，401路，402路，花溪1路，花溪2路，花溪8路，花溪13路，花溪18路1线，花溪18路2线，花溪18路3线，花溪21路，花溪22路，经开7路，燕楼2线

## 车站历史
本站工程名与正式名均为明珠大道站，站名来自车站横跨的明珠大道。
- 2020年6月8日，车站主体结构封顶[5]。
- 2023年12月16日，车站随3号线一期工程通车开通[2]。